# Yojimbo (phim)
Yojimbo (用心棒 (Dụng tâm bổng) Yōjinbō) là bộ phim thuộc thể loại Jidaigeki của cố đạo diễn Akira Kurosawa và gây một số ảnh hưởng nhất định đến các đạo diễn khác. Bộ phim được công chiếu vào ngày 25 tháng 4 năm 1961 với thời lượng 110 phút. Yojimbo được xếp ở vị trí 95 trong danh sách 500 phim hay nhất mọi thời của tạp chí Empire. Ở Nhật Bản và các nước phương Tây, Yojimbo có một ảnh hưởng đáng kể đến các hình thức giải trí khác.

## Nội dung
Tại một khu lữ điếm ở vùng Kōzuke, có tay Võ sĩ giang hồ tình cờ lang thang đến trong một ngày đông. Tại đây, Võ sĩ giang hồ biết được cuộc sống dân trong vùng đang điêu đứng vì hai băng nhóm giang hồ đang gây chiến với nhau, khiến không ai buôn bán gì được ngoại trừ tay nhà đòn luôn vui mừng từ việc bán hòm. Theo lời môi giới của tay canh gác làng, Võ sĩ quyết định sẽ chọc ngoáy bọn giang hồ bằng việc tìm đến đầu quân, làm vệ sĩ cho một bên... 

## Khái quát
Yōjimbō, đọc âm Hán Việt là dụng tâm bổng, tức gậy phòng thân. Cụm từ này mang nghĩa đen là thanh gỗ ngang để cài phía bên trong khi đóng cổng, ngoài ra còn mang nghĩa là cây gậy để phòng thân khi bất trắc. Từ đó Yōjimbō còn dùng để chỉ người hộ vệ thân cận quanh mình, tức vệ sĩ, Anh ngữ dịch là body-guard.
Yōjimbō là một bộ phim Jidai-geki của cố đạo diễn lừng danh Kurosawa Akira, quy tụ hầu hết các tài tử đình đám đương thời và được các nhà phê bình đánh giá rất cao. Bộ phim này còn gây ảnh hưởng không ít đến các đạo diễn Tây phương, một điều thường thấy ở các bộ phim Kurosawa, như sẽ thuật ở phần sau. 
Theo lời đạo diễn Kurosawa Akira thì điểm lôi cuốn của bộ phim này không nằm ở những pha đấu kiếm mà là ở nét đặc dị của nhân vật chính Kuwabatake Sanjūrō. Trong Yōjimbō, Kurosawa đã loại trừ những yếu tố phi thực tế trong những cảnh chém nhau vốn có trong các bộ phim Jidai-geki của hãng Tōei và gây ngạc nhiên cho nhiều người đương thời. Điểm đặc trưng của bộ phim này là khi Sanjūrō chém, anh ta luôn chém một người tới hai lần vì đạo diễn Kurosawa và diễn viên chính Mifune Toshirō đồng ý với nhau rằng "chém một lần thì chưa thể chết ngay được". 
Mặt khác, trong phim còn thấy nhân vật U-no-suke do tài tử Nakadai Tatsuya (người thủ vai Takeda Shingen trong Kagemusha) choàng khăn kiểu Scotland. Điều này không đúng với khảo chứng thời đại mà là ý đồ tạo hình của đạo diễn. Ngoài ra không thể không nhắc đến tên tuổi Miyagawa Kazuo và Saitō Takao trong việc sử dụng phương pháp quay Multi-cam (quay đồng thời bằng nhiều camera) để mang lại góc nhìn mới mẻ cho bộ phim. Cảnh chém nhau thường thấy trong các phim Jidai-geki ngày nay là hai nhân vật Samurai chạy ngang qua nhau, vung kiếm rồi khựng lại, một trong hai nhân vật đổ xuống. Yōjimbō là bộ phim đầu tiên sử dụng cách miêu tả này, cũng như sử dụng hiệu ứng âm thanh chém kiếm. 
Một điều đặc biệt nữa ở Yōjimbō là tính uy mặc (uy mua) của nó. Một bộ phim khiến khán giả có thể cười từ đầu chí cuối, nhưng cái cười không xuất phát từ những điểm thô tục rẻ tiền, cũng không phải từ những cái thâm nho sâu cao. Một chất gì đó rất uy mặc được thể hiện bằng các yếu tố tạo hình, quay phim, lời thoại dưới bàn tay sắp đặt của Kurosawa.

## Ảnh hưởng
Với nội dung nhân vật chính xuất hiện tại một thị trấn nọ có hai băng nhóm Yakuza đối lập nhau, giả vờ theo một phe rồi cuối cùng tiêu diệt cả hai, Yōjimbō gây ảnh hưởng lên một số bộ phim khác của hãng Tōhō như "Ankoku-gai no taiketsu" (quyết đấu ở phố hắc ám), "Nippon-ichi no Yakuza otoko" (tên giang hồ số 1 Nhật Bản). Đề tài tương tự còn thấy ở "Zatō-ichi to Yōjimbō" (kiếm sĩ mù đấu Yōjimbō), "Sukiyaki Western Django". 
Năm 1964, đạo diễn Sergio Leone làm bộ phim cao bồi Ý là "A Fistful of Dollars" (tên Ý: Per un pugno di dollari) như một bản remake Tây phương của Yōjimbō trong khi chưa được sự đồng ý của nhà làm phim Nhật Bản. Chính vì vậy Sergio Leone đã thua kiện hãng phim Tōhō, nhưng được đạo diễn Kurosawa hết sức khen ngợi nên tên tuổi diễn viên Clint Eastwood bắt đầu nổi như cồn. Đề tài kẻ lang thang đến một thị trấn nơi có các băng nhóm hoành hoành này còn thấy ở Django, loạt phim cao bồi đình đám hồi thập niên 1960 và là tác phẩm để đời của Sergio Leone. 
Bộ phim "The Bodyguard" (vệ sĩ) của đạo diễn Mick Jackson năm 1992 tuy không phải là bản remake của Yōjimbō nhưng trong phim có sử dụng một số cảnh quay từ Yōjimbō (cảnh nhân vật chính xem Yōjimbō chém đứt cánh tay của tên vô lại trong rạp). The Bodyguard chính là tiêu đề dịch sang Anh ngữ của Yōjimbō. Trong tác phẩm này có thể thấy được lòng tôn kính của Mick Jackson đối với Kurosawa Akira và Yōjimbō. 
Tạo hình của nhân vật chính Sanjūrō còn được tái hiện lại qua hình tượng nhân vật vệ sĩ trong video game Tenchu san (Tenchu Wrath of heaven), trong khi hình tượng nhân Tajima Eigorō một tay cầm kiếm, một tay sử súng chính là bản sao của nhân vật U-no-suke trong phim. 

## Diễn viên
- Toshiro Mifune trong vai Kuwabatake Sanjuro
- Tatsuya Nakadai trong vai Unosuke
- Yoko Tsukasa trong vai Nui
- Isuzu Yamada trong vai Orin
- Daisuke Katō trong vai Inokichi
- Takashi Shimura trong vai Tokuemon
- Namigoro Rashomon trong vai Kannuki
- Hiroshi Tachikawa trong vai Yoichiro
- Yosuke Natsuki trong vai Kohei's Son
- Eijirō Tōno trong vai Gonji
- Kamatari Fujiwara trong vai Tazaemon
- Ikio Sawamura trong vai Hansuke
- Susumu Fujita trong vai Homma
- Kyu Sazanka trong vai Ushitora